# Boompjes
De Boompjes is een straat in Rotterdam langs de Nieuwe Maas op de rechtermaasoever.

## Geschiedenis

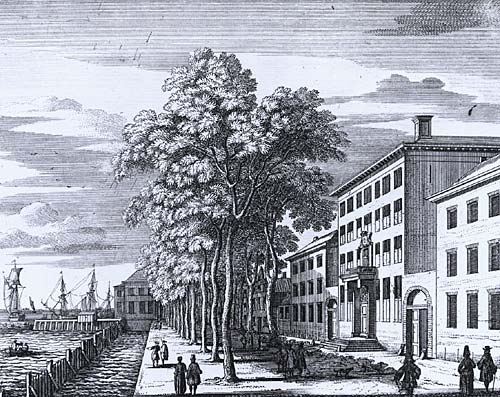
Boompjes rond 1700 met het Oostindisch Huis, dat in 1940 werd verwoest

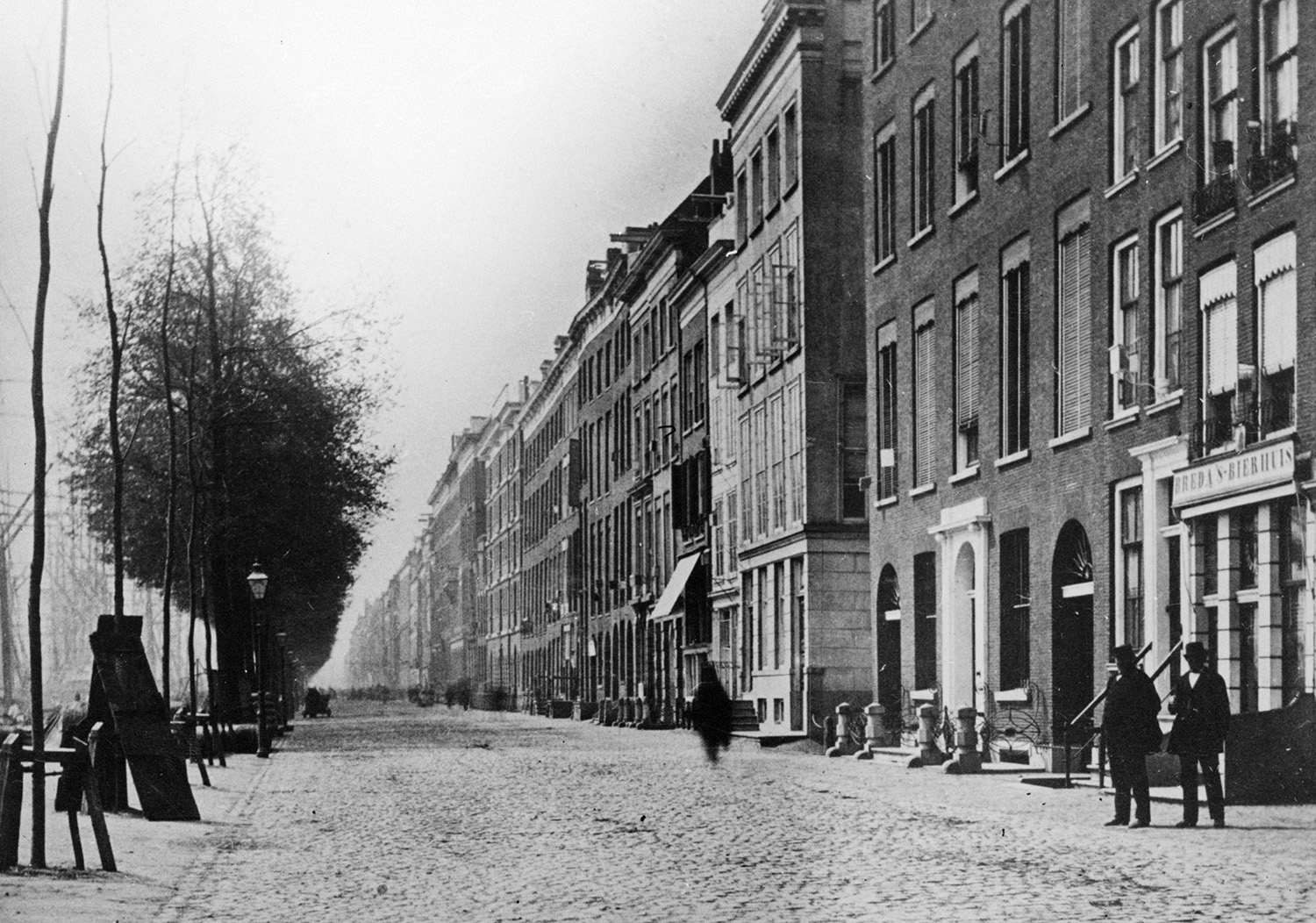
De Boompjes in 1868, gezien naar het westen.

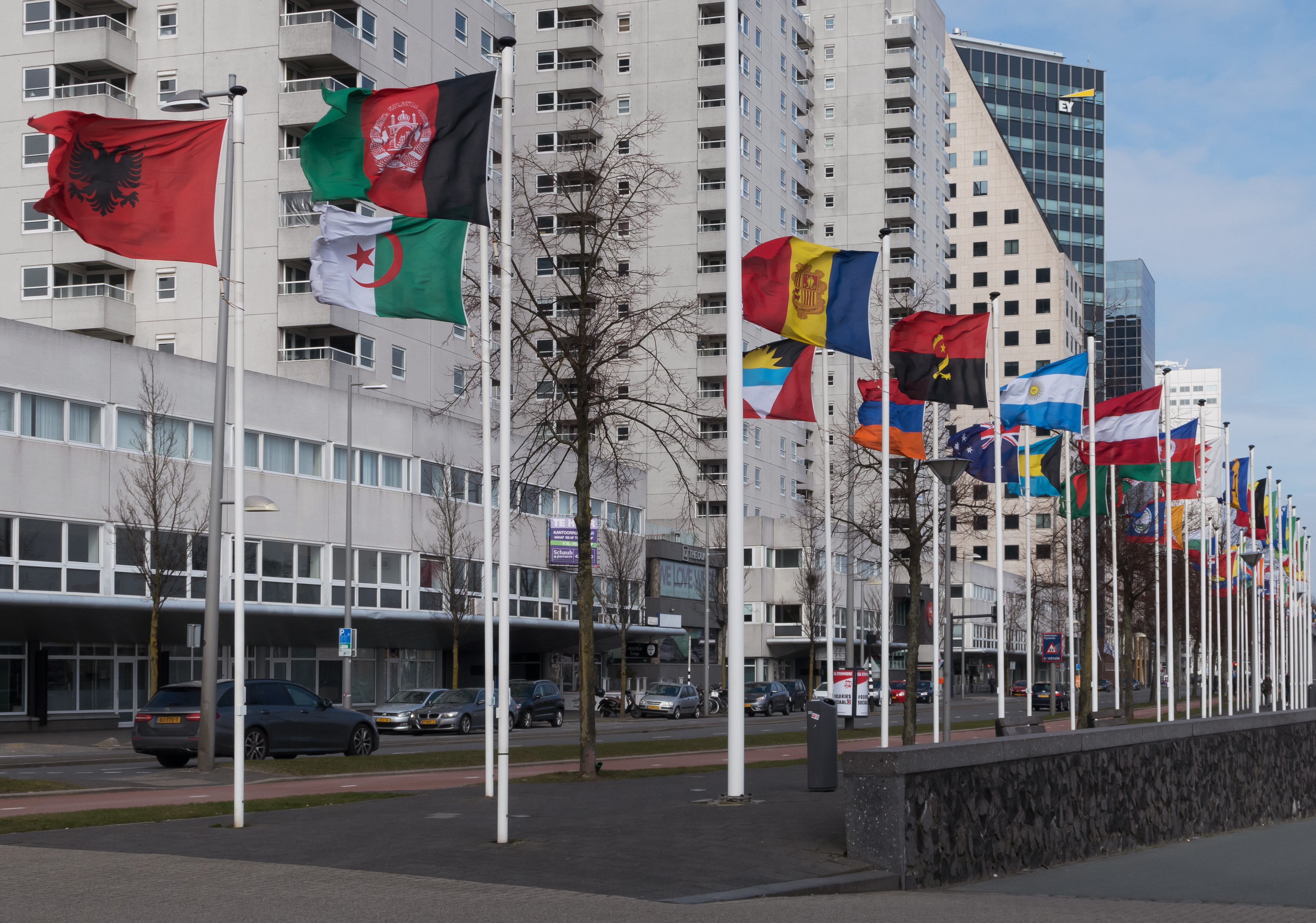
De landenvlaggen in Vlaggenparade Rotterdam.

Rond 1600 had Rotterdam zich ontwikkeld tot een landstad annex waterstad. De laatste begon bij de Hoogstraat die toen gewoonlijk 'Middendam' genoemd werd en lag buiten de Schielands Hoge Zeedijk. Tussen de Leuvehaven en de Oude Haven was een wandelpromenade aangelegd waarop in 1615 een dubbele rij lindebomen werd geplant. Aflopend naar het water werden wilgen geplant. De komst van dit weelderige groen zorgde er al snel voor dat de Rotterdammers de wal 'De Boomptjens' noemden.
Bijna twee eeuwen later werd de wal gedurende een korte periode anders genoemd vanwege de geboorte van een kind van Keizer Napoleon in 1811. De Boompjes werd toen omgedoopt in Quai Napoléon of Napoleons Kaay.
De recreatieve functie bleef tot in de 19e eeuw op de voorgrond. Na 1878 met de aanleg van de Willemsbrug ging de verkeersfunctie overheersen. In de meidagen van 1940 was de Boompjes de frontlinie, hetgeen tot veel schade leidde. Het bombardement op Rotterdam verwoestte daarna het overgrote deel van de bebouwing waaronder het Oostindisch Huis, de Zweedse Zeemanskerk en de synagoge van de Nederlandse Israëlitische Gemeente.

## Boompjeskade
De Boompjes is tegenwoordig een belangrijke verkeersader in het verlengde van de Maasboulevard, als deel van de centrumring S100. Ook splitst zich hier de S127 af over de  Willemsbrug. Aan de Boompjes staan het voormalig hoofdkantoor van Nedlloyd (de Willemswerf), het kantoor van Rijkswaterstaat Zuid-Holland en het bijkantoor van De Nederlandsche Bank.
De Boompjes liggen op deltahoogte, de kade langs de Maas ligt enkele meters lager en heet Boompjeskade. Hier bevinden zich enkele horeca-gelegenheden. In de zomer ligt hier het Rotterdamse stadsstrand. Gedurende het gehele jaar wapperen er, dag en nacht, 230 vlaggen op de Boompjes ('s nachts verlicht). Het zijn 174 landenvlaggen van alle nationaliteiten die in Rotterdam verblijven en 60 vlaggen van sponsors. Halverwege de kade kan de oude  Willemsbrug in  maquettevorm bekeken worden.

## Tunnel
De gemeente Rotterdam overweegt de mogelijkheid om het autoverkeer door een tunnel te leiden en de Boompjes bovengronds weer in een wandelpromenade te veranderen.

## Andere Boompjes
Rotterdam heeft niet het alleenrecht op de naam Boompjes. In Maastricht heette het wandelpark op de huidige plek van de Maasboulevard in de 18e en 19e eeuw '(Onder) de Boompjes'. Sedert 2005 heet het gedeelte bij de Onze Lieve Vrouwewal weer zo. In Almkerk is De Boompjes een polderlaan tussen het in de 17e eeuw verdwenen kasteel van Altena en het 13e-eeuwse landgoed Clootwijck.
Admiraal de Ruyterweg ·
Admiraliteitskade ·
Aert van Nesstraat ·
Baan ·
Batavierenstraat ·
Beukelsdijk ·
Beursplein ·
Beurstraverse ·
Binnenweg ·
Binnenwegplein ·
Binnenrotte ·
Blaak ·
Boezemweg ·
Boompjes ·
Bosland ·
Botersloot ·
Burgemeester van Walsumweg ·
Churchillplein ·
Coolsingel ·
Coolvest ·
Eendrachtsplein ·
Eendrachtsweg ·
Geldersekade ·
Goudsesingel ·
's-Gravendijkwal ·
Haagseveer ·
Henegouwerlaan ·
Hofdijk ·
Hofplein ·
Hoogstraat ·
Jonker Fransstraat ·
Karel Doormanstraat ·
Kipstraat ·
Kolk ·
Koningin Emmaplein ·
Korte Hoogstraat ·
Kruiskade ·
Kruisplein ·
Leuvehoofd ·
Lijnbaan ·
Lombardkade ·
Maasboulevard ·
Mariniersweg ·
Mathenesserlaan ·
Mauritsweg ·
Meent ·
Museumpark ·
Oostmolenwerf ·
Oostplein ·
Oude Binnenweg ·
Parkkade ·
Parklaan ·
Pim Fortuynplaats ·
Plein 1940 ·
Pompenburg ·
Rochussenstraat ·
Saftlevenstraat ·
Schiedamsedijk ·
Schiedamse Vest ·
Schouwburgplein ·
Spaansekade ·
Stadhuisplein ·
Stationsplein ·
Stroveer ·
Van Oldenbarneveltstraat ·
Vasteland ·
Veerkade ·
Weena ·
Westblaak ·
Westerkade ·
West-Kruiskade ·
Westersingel ·
Westplein ·
Willemskade ·
Willemsplein ·
Witte de Withstraat